# In Dreams (пісня Меріон Райвен)
«In Dreams» (укр. У мріях) — поп-пісня, записана норвезькою співачкою та автором пісень Меріон Райвен для її альбому «Scandal Vol. 1», який надійшов у продаж 22 вересня 2014 року в Норвегії. Сингл вийшов в цифровому форматі в основних цифрових магазинах країни, таких як iTunes та Wimp, 10 червня 2014 року. Композиція також вважається іншим міжнароднім синглом з перевидання попереднього альбому співачки «Songs from a Blackbird». Сингл з'явився на німецькому радіо 14 вересня, також супроводжувався реміксом. З моменту свого виходу ця пісня стала натхненням для всіх послідовників співачки в світі.

## Музичне відео
Музичне відео для «In Dreams» було створене 17 червня 2014 року в Мюнхені, Німеччина. Помилково відеорежисер Мануель Венґер відфільтрував відео в Інтернеті через Vimeo на особистому каналі. Через кілька годин відео було завантажено в різні канали на YouTube, що належали прихильникам співачки. Але відео було негайно вилучене з усіх хостингів до дня офіційної прем'єри.
Прем'єра відео відбулася 7 липня 2014 року на сайті Vg.no. У відео ми бачимо, як Меріон управляє розкішним білим автомобілем і водночас співає. Також ми бачимо її в пшеничному полі на відкритому повітрі, одягнену в білий колір. В деяких сценах співачка з'являється, граючи на чорній гітарі.

## Версії
1. In Dreams (Альбомна версія/сингл) — 3:41
2. In Dreams (Achtabahn ремікс) — 3:36